# Capparis fruticosa
Capparis fruticosa là một loài thực vật có hoa trong họ Capparaceae. Loài này được Mill. mô tả khoa học đầu tiên năm 1768.